# Chemin de Sormiou
Le chemin de Sormiou est une voie marseillaise située dans le 9e arrondissement de Marseille. 

## Situation et accès
Il prolonge le chemin du Roy d’Espagne vers le sud jusqu’à la calanque de Sormiou à laquelle elle donne accès.
Il s’agit de l’artère principale du quartier éponyme qui permet de relier ce dernier aux autres grands axes de la ville. C’est également une partie du col de Sormiou sur toute sa longueur.
Le chemin de Sormiou est desservi par la ligne d’autobus   du réseau RTM qui relie la station de métro Rond-point du Prado à Beauvallon. Elle dessert cette voie du début jusqu’à la cité de La Cayolle.

## Origine du nom
Il porte le nom du quartier du Sormiou. 

## Historique
Il est classé dans la voirie des rues de Marseille le 6 juillet 1959.

## Bâtiments remarquables et lieux de mémoire
Un centre commercial E.Leclerc se trouve à proximité de la cité résidentielle de La Cayolle, qui marque l’entrée au parc national des Calanques.